# Roman Griffin Davis
Roman Griffin Davis (n. 5 martie 2007, Londra, Anglia, Regatul Unit) este un actor britanic. Este cunoscut pentru rolul său din filmul Jojo Rabbit (2019). 

## Viața timpurie și cariera
Roman Griffin Davis s-a născut la 5 martie 2007 la Londra. Este fiul cineastului Ben Davis și al scriitoarei Camille Griffin. Locuiește cu părinții și frații săi, gemenii Gilby și Hardy, în East Sussex. Davis și-a făcut debutul în actorie în filmul de comedie neagră satirică Jojo Rabbit din 2019, regizat de Taika Waititi. Frații săi gemeni apar, de asemenea, în film. Davis a fost nominalizat la 6 premii pentru interpretarea sa în Jojo Rabbit și a câștigat două: Critics' Choice Movie Award for Best Young Performer și Washington D.C. Area Film Critics Association Award for Best Breakthrough Performance.

## Filmografie
| An   | Titlu        | Rol                     | Note    |
| ---- | ------------ | ----------------------- | ------- |
| 2019 | Jojo Rabbit  | Johannes „Jojo” Betzler |         |
| 2020 | Silent Night |                         | Filmare |